# Rescritto
Il rescritto (Rescriptum principis) è una delle fonti del diritto romano. In pratica si tratta di una risposta data ad un quesito, attinente a questioni giuridiche, rivolto all'imperatore da parte di un privato o un pubblico funzionario. Il parere, apposto in calce all'istanza, faceva stato, divenendo un indirizzo giuridico generale.
In genere contenevano la clausola Si vera sunt ea quae complexus es ("Se sono vere le affermazioni che hai riassunto"). Il rescritto imperiale, che affrontava i problemi dal punto di vista generale, non si pronunciava sul merito della questione. Quindi il principio trovava applicazione nella fattispecie concreta, solo se i fatti riassunti nel quesito corrispondevano a verità.
I rescritti possono assumere varie forme, da un atto formale di tipo stabilito, come una Bolla Papale, all'inoltro della domanda con una semplice menzione in via delibera, qualcosa come "rifiutato" o "affidato", sia alla parte interessato o al competente ufficio esecutivo da svolgere.
Per analogia si applica anche a procedure simili in altri contesti, come le corti imperiali ottomana, cinese e giapponese, o anche prima dell'impero romano. Due noti esempi di rescritti imperiali giapponesi furono il Rescritto imperiale del 1945 dell'imperatore Hirohito sulla fine della guerra scritto in risposta alla Dichiarazione di Potsdam e la sua Dichiarazione d'umanità del 1946 scritta in risposta a una richiesta del generale Douglas MacArthur.

## Nel diritto canonico
Secondo il Codice di diritto canonico del 1983 (cann. 85-93), un rescritto è un atto amministrativo singolare come il decreto, ed è la risposta dell'autorità ecclesiastica ad un'istanza di un richiedente, mediante la quale si concede un privilegio o una dispensa.
Il nome deriva dal latino re-scripta poiché la risposta era vergata in calce alla richiesta.